# Щедрик східний
Ще́дрик східний (Crithagra hyposticta) — вид горобцеподібних птахів родини в'юркових (Fringillidae). Мешкає в Східній Африці. Раніше вважався конспецифічним з масковим щедриком.

## Опис
Довжина птаха становить 11-12 см, вага 10-15 г. Верхня частина тіла оливково-зелена, нижня частина тіла жовта. Гузка біла, махові і стернові пера чорні з жовтими краями. У самців голова темно-сіра. Дзьоб сірий, на кінці темний, очі карі, лапи тілесного кольору.

## Підвиди
Виділяють два підвиди:
- C. h. brittoni (Traylor, 1970) — від Південного Судану до західної Кенії;
- C. h. hyposticta (Reichenow, 1904) — від південно-східної Кенії до північно-східної Замбії і Малаві.

## Поширення і екологія
Східні щедрики мешкають в Південному Судані, Кенії, Танзанії, Малаві, Замбії і Мозамбіку. Вони живуть в саванах, рідколіссях і сухих чагарникових заростях, на полях, пасовищах, в садах і на плантаціях. Зустрічаються поодинці, парами або зграйками, на висоті від 700 до 1800 м над рівнем моря. Живляться переважно насінням трав, а також пагонами, плодами, ягодами і безхребетними. Розхмножуються протягом всього року. В кладці від 3 до 6 яєць, інкубаційний період триває приблизно 2 тижні.